# Rui Rêgo
Rui Manuel Castanheira do Rêgo (sinh ngày 5 tháng 7 năm 1980 in Mujães, Viana do Castelo) là một cầu thủ bóng đá người Bồ Đào Nha thi đấu cho Merelinense F.C. ở vị trí thủ môn.